# Nikolai Iwanowitsch Wesselowski
Nikolai Iwanowitsch Wesselowski (russisch Николай Иванович Веселовский; * 12. Novemberjul. / 24. November 1848greg. in Moskau; † 12. April 1918 in Petrograd) war ein russischer Archäologe, Orientalist und Hochschullehrer.

## Leben
Wesselowski besuchte das Gymnasium in Wologda mit Abschluss 1867. Das Studium begann er 1869 an der Universität St. Petersburg in der Arabisch-Türkisch-Klasse der Fakultät für Sprachen des Ostens. Für seine Arbeit über die Steuern und Dienstpflichten der von den Mongolen unterworfenen Völker erhielt er eine Goldmedaille. Nach dem Abschluss des Studiums 1873 fertigte er seine Magisterarbeit über die Geschichte und Geographie des Khanats Chiwa von der Antike bis zur Gegenwart an. Nach der Verteidigung der Magisterarbeit (St. Petersburg, 1877) wurde er Dozent der Universität St. Petersburg.
Wesselowski schrieb über die Schlacht auf dem Kulikowo Pole (Altes und Neues Russland, 1870), die Manghitendynastie des Emirats Buchara (Turkestanskije Wedomosti, 1878), die russischen Sklaven in den zentralasiatischen Khanaten (Turkestanskije Wedomosti, 1879), den amtlich geregelten Unterricht der Sprachen des Ostens in Russland (Abhandlungen des III. Internationalen Kongresses der Orientalisten, St. Petersburg, 1880), den Empfang und die Verabschiedung der zentralasiatischen Botschafter in Russland im 17. und 18. Jahrhundert (Journal des Volksbildungsministeriums, 1884), die Gesandtschaft des Artilleriekapitans Iwan Stepanowitsch Unkowski an den Dsungarenherrscher Tsewangrabtan 1722–1724, den Ramadan in Samarkand und das Islamische Opferfest in Buchara (Istoritscheski Westnik, 1888), Denkmäler des diplomatischen Verkehrs der Moskauer Rus mit Persien (St. Petersburg, 1890) und den russischen Botschafter Iwan Danilowitsch Chochlow in Persien und Buchara im 17. Jahrhundert (Journal des Volksbildungsministeriums, 1891).
1885 wurde Wesselowski zu archäologischen Untersuchungen nach Turkestan geschickt. Bei Samarkand grub er Ruinen der Stadt Afrasiab aus. Neben den vielen Funden wurden die Ruinen von Ossuarien, Brunnen, Gartenwasserbecken und Kanalisationsanlagen entdeckt. 1890 wurde Wesselowski Ordentlicher Professor der Universität St. Petersburg.

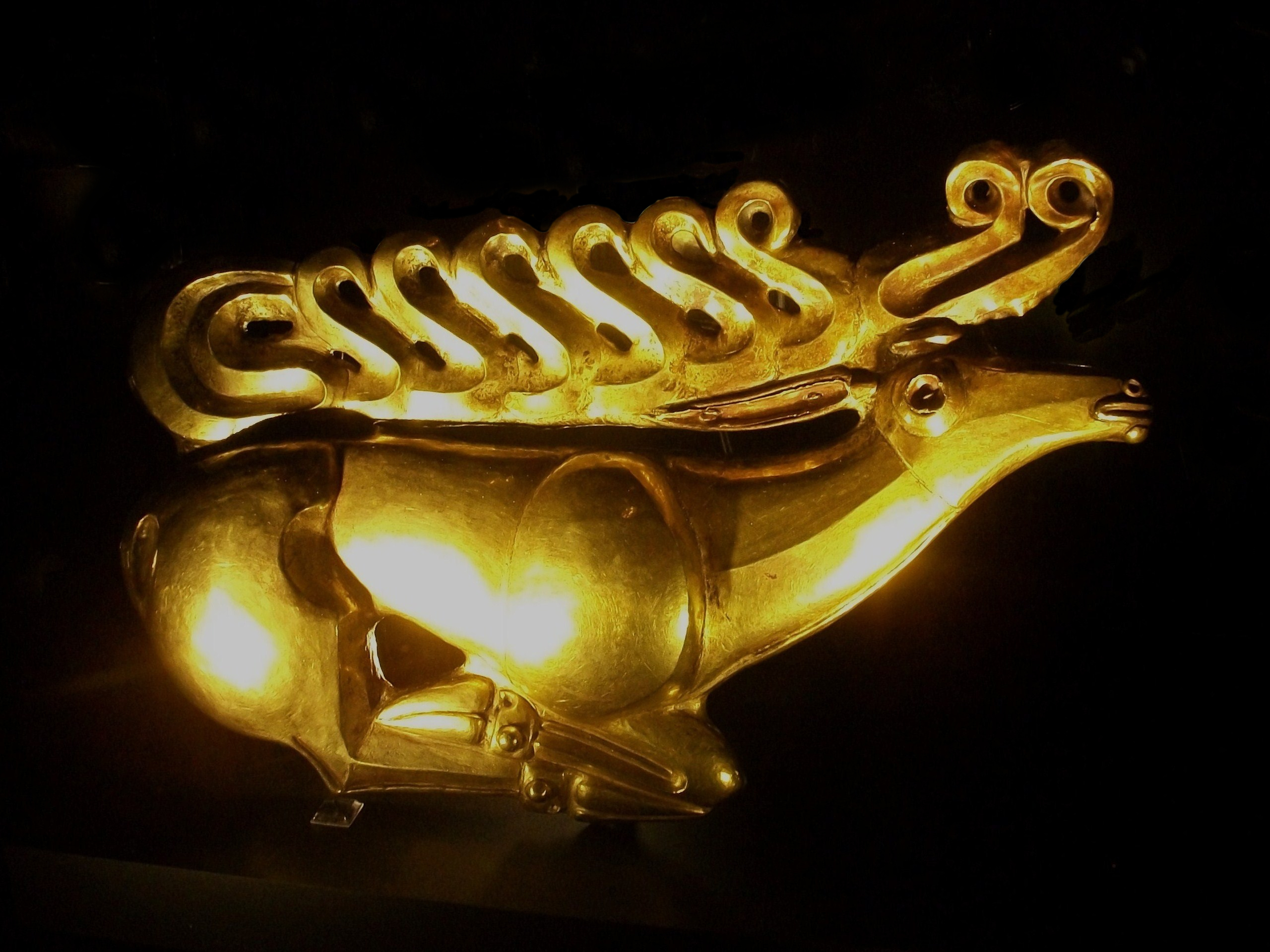
Goldener Hirsch (skythisch, Eremitage (Sankt Petersburg))

1891–1894 grub Wesselowski den größten Kurgan der Schwarzmeersteppe Ogus aus. 1895 leitete er eine Expedition von Wissenschaftlern, Architekten und Zeichnern, die in Samarkand die Bibi-Chanum-Moschee und das Gur-Emir-Mausoleum dokumentierten. Daneben setzte Wesselowski die Grabung in Afrasiab fort. 1896 grub Wesselowski Grabstätten nahe der Staniza Beloretschenskaja aus. 1897 untersuchte er den Kurgan bei Maikop. Dieser Kurgan markierte den Anfang der Maikop-Kultur. Im gleichen Jahr führte Wesselowski die ersten Grabungen in den skythisch-majotischen Kurganen bei der Staniza Kostromskaja im Rajon Mostowskoi durch. Dort wurde der Goldene Hirsch gefunden. 1898 folgte einer der Ulski-Kurgane im Rajon Krasnogwardeiskoje. Im Adygeja-Gebiet arbeitete er in den folgenden Jahren stetig weiter. 1902 wurde er Wirklicher Staatsrat (4. Rangklasse).
1912–1913 untersuchte Wesselowski den skythischen Kurgan Solocha am linken Ufer des Dnjepr bei Kamjanka-Dniprowska. 1914 wurde er Korrespondierendes Mitglied der Kaiserlichen Akademie der Wissenschaften.
Nach der Oktoberrevolution beendete Wesselowski seine Grabungen und kehrte nach Petrograd zurück, um nun über seine Forschungsergebnisse zu berichten.